# Stora Täxtjärnen
Stora Täxtjärnen är en sjö i Rättviks kommun i Dalarna och ingår i Dalälvens huvudavrinningsområde. Sjön har en area på 0,0598 kvadratkilometer och ligger 331,7 meter över havet.

## Delavrinningsområde
Stora Täxtjärnen ingår i det delavrinningsområde (675275-148021) som SMHI kallar för Utloppet av Långsjön. Medelhöjden är 333 meter över havet och ytan är 11,73 kvadratkilometer. Det finns ett avrinningsområde uppströms, och räknas det in blir den ackumulerade arean 25,27 kvadratkilometer. Lungsjöån som avvattnar avrinningsområdet har biflödesordning 4, vilket innebär att vattnet flödar genom totalt 4 vattendrag innan det når havet efter 278 kilometer. Avrinningsområdet består mestadels av skog (78 procent). Avrinningsområdet har 1,46 kvadratkilometer vattenytor vilket ger det en sjöprocent på 12,4 procent.